# Henri-Laurier Coiteux
Pour les articles homonymes, voir Coiteux.
Henri-Laurier Coiteux, né le 29 septembre 1909 à Repentigny et mort le 10 juillet 1972 à Sainte-Foy, est un homme politique québécois.

## Biographie
Il est le frère de Frédéric Coiteux.